# Walter Anspann
Walter Anspann (* 31. August 1956) ist ein ehemaliger deutscher Fußballspieler.

## Karriere
Im Alter von 19 Jahren gehörte Anspann dem Bundesligisten 1. FC Nürnberg an, bestritt für diesen jedoch kein Pflichtspiel, da ihm „eine frühzeitige Verletzung in die Quere kam“.
Für die Fußballabteilung des MTV Ingolstadt spielte er zunächst in der seinerzeit drittklassigen 1. Amateurliga Bayern. Als Zweitplatzierter stieg er mit seiner Mannschaft in die Gruppe Süd der seinerzeit zweigleisigen 2. Bundesliga auf und am Saisonende 1979/80 aus dieser ab. In seinen 77 Punktspielen, in denen er elf Tore erzielte, wurde er 15 Mal mit der Gelben Karte verwarnt. In seiner ersten Saison bestritt er alle 38 Saisonspiele und debütierte am 30. Juli beim 2:1-Sieg im Heimspiel gegen den 1. FC Saarbrücken. Zudem bestritt er in jeder Saison ein Erstrundenspiel im Wettbewerb um den DFB-Pokal.
Trotz des Abstiegs seiner Mannschaft in die seinerzeit drittklassige, nunmehr Bayernliga genannte Spielklasse, blieb er ihr auch nach wie vor treu und ging als ihr Spielführer am Saisonende als Meister aus dieser hervor. Durch die Umwandlung von einer zweigleisigen in eine eingleisige 2. Bundesliga zur Saison 1981/82 gab es in diesem Jahr keine Aufsteiger aus den Oberligen. Ingolstadt nahm daraufhin an der Endrunde um die Deutsche Amateurmeisterschaft 1981 teil, in der er jeweils die beiden in Hin- und Rückspiel ausgetragenen Erstrunden- und Halbfinalspiele gegen den BFC Preussen und den FC St. Pauli bestritt, jedoch das Finale verpasste. Nach vier weiteren Saisonen in der Bayernliga und dem Abstieg in die Landesliga Bayern 1985 beendete er seine Spielerkarriere und gründete die Alte-Herren-Abteilung des MTV.